# Dolphins Football Club
El Dolphins FC fou un club de futbol nigerià de la ciutat de Port Harcourt.
Va ser fundat el 1988 i fins al 2001 s'anomenà Eagle Cement FC. Aleshores adoptà el nom Dolphins FC. El 19 de febrer de 2016, es fusionà amb Sharks FC per formar el club Rivers United FC.

## Palmarès
- Lliga nigeriana de futbol:[3]
  - 1997, 2004, 2011

- Copa nigeriana de futbol:[4]
  - 2001, 2004, 2006, 2007

- Segona Divisió de Nigèria:
  - 1994, 2002, 2008–09